# 神栄
神栄株式会社（しんえい、英文社名:SHINYEI KAISHA）は、兵庫県神戸市中央区京町に本社を置く、衣料・食品・物資・電子製品の輸出入・開発を主力とする商社。センサーやコンデンサーなどの製造も手掛ける。
湿度センサーで世界首位。2007年に創業120周年を迎えた。

## 概要
1887年（明治20年）5月24日、神戸の栄町通りで創業。当時横浜に独占されていた生糸市場を神戸に開くため、姫路第三十八国立銀行の幹部を中心に作られた。神戸における生糸問屋業のはしりとして、業界を牽引し1924年に生糸の取扱高で日本一となる。現在は「繊維」「食品」「住・物資」「エレクトロニクス」という4つの柱を中心に、事業を展開する。

## 沿革
- 1887年5月 姫路第三十八国立銀行の幹部が中心となり、有限責任神栄会社を設立。資本金15万円。
- 1893年6月 株式会社に改組し、社名を神栄株式会社に変更。
- 1915年4月 貿易部を設置し、繊維・雑貨等の輸出を開始。
- 1925年6月 社名を神栄生絲株式会社に変更。
- 1928年5月 製糸業に進出。
- 1929年6月 対米生糸輸出の拠点としてニューヨーク支店を設置。
- 1943年5月 社名を神栄實業株式会社に変更。
- 1943年9月 戦時下、電機部門に進出しコンデンサの製造を開始。
- 1947年3月 蚕糸業再開に伴い社名を元の神栄生絲株式会社に変更。
- 1948年9月 関東地区の商圏拡充のため東京支店を設置。
- 1949年5月 東京・大阪の両証券取引所に株式を上場登録。
- 1951年4月 神戸・横浜の両生糸取引仲買人として営業を開始。
- 1953年10月 日中民間貿易協定が調印され、直ちに中国貿易を開始。
- 1958年12月 ニューヨークに現地法人を設立。対米貿易の拡充を図る。
- 1961年12月 中国より「友好商社」の指定を受ける。
- 1965年4月 ポリプロピレンフィルムコンデンサを開発。
- 1966年8月 子会社である神栄電機(株)と大分製絲（株）を吸収合併し、社名を神栄株式会社に変更。
- 1970年1月 大阪支店を設置。繊維部門の拡充を図る。
- 1070年11月 初の金属酸化物型湿度センサを開発。
- 1977年12月 湿度計測の性能を飛躍的に向上させた高分子センサを開発。
- 1983年3月 生糸生産を中止し、商事部門・電機部門を拡充。
- 1985年9月 大分県中津市に九州シンエイ電子（株）を設立。
- 1987年5月 創立100周年を迎える。
- 1987年11月 住関連事業部の一部業務を引き継ぐエスケー建材工業（株）を設立。
- 1989年5月 シンガポールに現地法人SHINYEI SINGAPORE PTE. LTD.を設立。
- 1989年6月 神戸市西区のハイテクパーク内に中央研究所（現・神戸テクノセンター）を設置。
- 1992年7月 マレーシアに現地法人SHIYEI KAISHA ELECTRONICS(M)SDN.BHD. を設立。
- 1995年1月 阪神・淡路大震災により本社屋が倒壊。
- 1997年12月 現地法人神栄（上海）貿易有限公司を設立。
- 1998年1月 サンディエゴに現地法人SHINYEI ELECTRONICS CORP. OF AMERICAを設立。
- 1998年3月 神戸市中央区京町の元地に新本社ビルを再建。
- 1998年7月 京都府綾部市にエスケー電子（株）を設立。
- 1999年4月 エスケーエルテック（株）を設立。
- 2000年1月 長野県小県郡に神栄コンデンサ（株）を設立。
- 2000年12月 住・物資関連事業の領域拡大のため、（株）新協和をグループ化。
- 2001年2月 電子関連事業の領域拡大のため、吉田精機（株）をグループ化。
- 2002年4月 建材事業をエスケー建材工業（株）に統合し、その社名を神栄マテリアル（株）に変更。
- 2002年11月 繊維事業の領域拡大のため（株）ヴォイス・オブ・エスケーを設立。
- 2003年1月 住・物資関連事業の領域拡大のため、藤倉商事（株）（後の（株）エヌシーディ）をグループ化。
- 2003年3月 グループ知的資産をサービス・コンサルティングに活用するため、神栄ビジネスエンジニアリングサービス（株）を設立。
- 2007年4月 電子関連事業を九州シンエイ電子（株）に統合し、その社名を神栄テクノロジー（株）に変更。
- 2008年4月 中・東欧地域への商圏拡大の拠点としてモスクワ事務所を設置。
- 2008年7月 神栄マテリアル（株）に神栄ビジネスエンジニアリングサービス（株）を吸収合併し、その社名を神栄ビジネスサービス（株）に変更。
- 2009年3月 神栄グループR&Dセンターを開設。
- 2009年8月 丸岡商事（株）を子会社化。
- 2010年2月 国産生鮮カット野菜事業を行う神栄アグリフーズ（株）を設立。
- 2011年2月 神栄テクノロジー（株）のコンデンサ事業を分離し、神栄キャパシタ（株）を設立。
- 2011年11月 神栄ビジネスサービス（株）が（株）エヌシーディを吸収合併し、その社名を神栄リビングインダストリー（株）に変更。
- 2012年2月  中国山東省に現地法人神栄商事（青島）貿易有限公司を設立。
- 2013年12月 神栄アグリテック（株）を設立。
- 2014年11月 繊維事業を行う神栄ライフテックス（株）を設立。
- 2015年2月 神栄テストマシナリー（株）を設立。
- 2015年4月 （株）グランディを子会社化。
- 2015年7月 丸岡商事（株）の事業を神栄ライフテックス（株）へ吸収分割。同年8月に丸岡商事（株）は解散決議。
- 2015年10月 バンコクに現地法人SHINYEI (THAILAND) CO., LTD.を設立。
- 2017年4月 神栄ライフテックス（株）が（株）グランディを吸収合併。（株）新協和が神栄ホームクリエイト（株）に商号変更。
- 2019年10月 神栄テクノロジー（株）が神栄テストマシナリー（株）を吸収合併。
- 2020年2月 神栄ライフテックス（株）を解散。

## 主力製品・事業
- 繊維分野
- 食品分野
- 住・物資分野
- エレクトロニクス分野
  - パーティクルセンサー[1][2]
  - 湿度ロガー[3][4]

## 主要事業所

### 国内
- 神戸本社 - 兵庫県神戸市中央区京町77-1
- 東京支店 - 東京都港区港南1丁目6番41号 芝浦クリスタル品川11F
- 大阪支店 - 大阪府大阪市北区梅田1丁目3番1-700号 大阪駅前第1ビル7F
- 福岡支店 - 福岡県福岡市博多区博多駅南1丁目8番6号 第5ガーデンビル2F
- 名古屋営業所 - 愛知県名古屋市中区錦1丁目7番39号 錦エムアイビル6F
- 福井営業所 - 福井県福井市順化1丁目8番10号 繊維卸商会館ビル4F
- 沖縄営業所 - 沖縄県那覇市天久918番6号 Ｔ・Ｙビル204号室
- 神栄グループR&Dセンター - 兵庫県神戸市中央区港島南町6-5-2

### 海外
- 香港支店
- 北京事務所
- ホーチミン事務所
- バクー事務所

## 主要関係会社

### 国内
- 神栄テクノロジー株式会社（神戸市）
- 神栄キャパシタ株式会社（神戸市）
- 神栄リビングインダストリー株式会社（神戸市）
- 神栄ホームクリエイト株式会社（大阪府東大阪市）
- 神栄アグリテック株式会社（福井県あわら市）

### 海外
- SHINYEI CORP. OF AMERICA（米国）
- SHINYEI KAISHA ELECTRONICS(M)SDN.BHD（マレーシア)
- 神栄（上海）貿易有限公司（上海）
- 神栄商事（青島）貿易有限公司（青島）
- SHINYEI (THAILAND) CO., LTD.（タイ）

## 関係する人物
- 岡崎忠雄